# Pinnö
Pinnö är en ö i Tanums kommuns norra skärgård, Bohuslän, Västra Götalands län. Ön ligger  2,5 km sydväst om Grebbestad.
Ön hade tidigare fast befolkning, men idag är husen bebodda endast sommartid. Kring sekelskiftet mellan 1800- och 1900-tal fanns flera kuttrar på ön. Under denna tid fanns där även stora stenbrott.